# کت او
کت او (به لاتین: Kat O) یک جزیره در چین است که در هنگ کنگ واقع شده‌است. کت او ۱۲۲ متر بالاتر از سطح دریا واقع شده‌است.